# Franz Keller (Skisportler)
Franz Keller (* 19. Januar 1945 in Nesselwang) ist ein ehemaliger deutscher Nordischer Kombinierer und Skispringer.
Keller begann seine Karriere als Spezialspringer und gewann dabei 1966 die Goldmedaille bei den Deutschen Meisterschaften. 1967 belegte er den zweiten Platz beim Springen in Innsbruck im Rahmen der Vierschanzentournee. Kurze Zeit später wechselte er zu den Kombinierern.
Er gewann 1968 die Goldmedaille in der Nordischen Kombination bei den Olympischen Spielen in Grenoble und war der Fahnenträger der bundesdeutschen Mannschaft bei der Schlussfeier. Im gleichen Jahr wurde er zu Deutschlands Sportler des Jahres gewählt. Er gewann am 10. Februar 1971 die Kombination im Rahmen der vorolympischen Wettkämpfe in Sapporo (1972 bei den Olympischen Spielen belegte er Rang 33).
1965 siegte Keller bei den deutschen Juniorenmeisterschaften in Meßstetten vor Klaus Ganter. Schon im nächsten Jahr gelang ihm der erste große internationale Erfolg, er belegte bei den Nordischen Skiweltmeisterschaften 1966 hinter Georg Thoma den zweiten Platz. 1973 wurde er mit der Holmenkollen-Medaille geehrt.